# Gustavo Marzi
Gustavo Marzi, född 25 november 1908 i Livorno, död 14 november 1966 i Trieste, var en italiensk fäktare.
Marzi blev olympisk guldmedaljör i florett vid sommarspelen 1932 i Los Angeles  och vid sommarspelen 1936 i Berlin.